# 雷健坤
雷健坤（1971年12月—），山西大同人，汉族，中国共产党党员。中华人民共和国政治人物、第十三届全国人民代表大会山西地区代表。

## 生平
2018年2月24日，当选为第十三届全国人大代表。2018年3月任中共阳泉市委副书记、阳泉市人民政府市长。2021年任中共阳泉市委书记。